# (23406) Kozlov
(23406) Kozlov est un astéroïde de la ceinture principale.

## Description
(23406) Kozlov est un astéroïde de la ceinture principale. Il fut découvert le 23 août 1977 à Naoutchnyï par Nikolaï Tchernykh. Il présente une orbite caractérisée par un demi-grand axe de 2,36 UA, une excentricité de 0,24 et une inclinaison de 1,1° par rapport à l'écliptique.
Il est nommé en l'honeur de Dmitri Kozlov, ingénieur de l'astronautique soviétique.

## Compléments